# Cmentarz żydowski w Rybakach
Cmentarz żydowski w Rybakach – cmentarz służącyący niegdyś żydowskiej społeczności z okolic Rybaków. Nie wiadomo dokładnie kiedy powstał. Miał powierzchnię 0,26 ha. Został zdewastowany i obecnie nie zachowały się żadne nagrobki.